# Aysel Özakın
Aysel Ingham (nacida como Özakın, Şanlıurfa, 1942) es una novelista y dramaturga turco-británica. Ha escrito predominantemente en inglés durante más de 25 años, aunque también ha publicado en otros tres idiomas (francés, turco y alemán). También publica bajo los nombres Ada, Anna o Ana Ingham.

## Biografía
Özakın nació en Şanlıurfa y estudió francés en Ankara y en París, luego trabajó como conferencista en Estambul (en el Atatürk Egitim Enstitusu, que ahora es parte de la Universidad del Mármara). Su actividad literaria fue alabada repetidamente por críticos literarios. Un buen ejemplo de su prosa observacional sensible y precisa es la novela turca de 1975 que se publicó con el título Gurbet Yavrum, y que fue traducida al alemán en 1987 bajo el título The Flying Carpet.
Tres meses después del Golpe de Estado en Turquía de 1980, Aysel Özakın salió de Turquía para asistir al Literarisches Colloquium de Berlín.
Özakin se considera una escritora universalista, cuya temática y protagonistas son cada vez más internacionales. A través de su trabajo, se ha esforzado por desechar cualquier etiqueta estereotipada que podría habérsele asociado al trabajar en varios idiomas, y con personajes en una variedad de contextos culturales.

## Vida personal
Conoció a su futuro esposo, el pintor y escultor inglés Bryan Ingham en Worpswede, Alemania. Özakın se mudó a Cornualles, Inglaterra, en 1988 para escapar de las limitaciones a la publicación en Alemania, y se casó con él en 1989. Vivieron juntos hasta su separación en términos amistosos en 1994. Reside en Inglaterra desde entonces, y escribe sus trabajos únicamente en inglés.

## Obras
- 1975 Gurbet Yavrum (novela); E. Publishers, Estambul
  - Edición en alemán de 1987: Rowohlt Verlag, Reinbek
  - Edición en holandés de 1988: Ambo, Deh Baarn
- 1976 	Sessiz Bir Dayanisma (historias cortas); E. Publishers, Estambul
- 1978 	Alninda Mavi Kuslar (novela); E. Publishers, Estambul
- 1980 	Genc Kiz ve Olum (novela); Yazko, Estambul
  - Edición en alemán de 1982, Buntbuch Verlag, Hamburgo
  - Edición en holandés de 1984; Schaloom, Ámsterdam
  - Edición en inglés de 1988; Women's Press, London; Colorado University Press
  - Edición en alemán de 1989 Luchterhand, Frankfurt am Main (Alemania)
- 1981 	Sessiz Bir Dayanisma (cuentos); Yazko, Estambul
- 1981  Soll Ich alt werden, Edición en alemán de 1983. Buntbuch Verlag, Hamburgo
- 1981  Turken in Deutschland 1984. Goldmann, München 
  - Edición en griego de 1983. Theoria, Athens
- 1984 	Die leidenschaft der anderen (novela corta); Buntbuch Verlag, Hamburgo
- 1985	Das Lacheln des Benwubsein (cuentos); Buntbuch Verlag, Hamburgo
  - Edición en holandés de 1986; Sjaloom, Ámsterdam
- 1986 	Du bist willkommen (Poemas)
- 1986 	Hosgeldin Dagyeli Buntbuch Verlag, Hamburgo
- 1987 	Zart erhob sich bis sie flog (Poemas); Am Galgenberg, Hamburgo; Buntbuch Verlag, Hamburgo
- 1987  Die Blau Vogel auf dem Stirn; Buntbuch Verlag, Hamburgo
- 1988	Mavi Maske. Roman Can, Estambul
  - Edición en alemán de, 1989. Luchterhand, Frankfurt
  - Edición en holandés de 1989; Ambo Den Baarn Holland.
- 1989  Selo wants to buy a house (libro infantil); House de Geus. Holland
- 1991	Glaube Liebe Aircondition (novela); Luchterhand ; Goldmann paperback
- 1993	De taal Van de Bergen (novela); Ambo Den Baarn Holland
- 1995	Die Zunge der Berge. Luchterhand, Frankfurt
- 1997	Bartelsman (novela)
- 2000  Three Colours of Love (Tres novelas cortas publicadas bajo el nombre de Ada Ingham); Waterloo Press, Brighton
- 2004  La Langue des Montagnes; L'Esprit des Peninsules, París
- 2007  La Voyage a travers l'oubli (poems published under the name Anna Ingham); La Soicete des Poets Francais
- 2008 4 Plays of Ana Ingham
- 2009  All Dreamers Go to America (novela publicada bajo el nombre de Ana Ingham); Eloqent books/AEG New York. USA
- 2007  Ladder in the moonlight (novela); Pen Press, Brighton
- 2009  Urgent Beauty (novela); Eloquent Books/AEG. New York USA
- 2010  Lazy Friends (novela); Strategic Book Group. USA